# Michel Aebischer
Michel Aebischer (ur. 6 stycznia 1997 we Fryburgu) – szwajcarski piłkarz, grający na pozycji pomocnika we włoskim klubie Bologna FC 1909 oraz w reprezentacji Szwajcarii. Uczestnik Mistrzostw Świata 2022 oraz Mistrzostw Europy 2020.

## Życiorys
Jest wychowankiem berneńskiego BSC Young Boys. W czasach juniorskich trenował także w FC Heitenried i FC Fribourg. W rozgrywkach Swiss Super League zadebiutował w barwach Young Boys 10 września 2016 w wygranym 2:1 meczu z FC Luzern. Do gry wszedł w 89. minucie, zastępując Yorika Raveta. W 2018 roku zdobył wraz z klubem mistrzostwo kraju.
W reprezentacji Szwajcarii zadebiutował 18 listopada 2019 w wygranym 6:1 meczu z Gibraltarem. Do gry wszedł w 85. minucie, zastępując Rubena Vargasa.